# Ichneumon lacunae
Ichneumon lacunae es una especie de insecto del género Ichneumon de la familia Ichneumonidae del orden Hymenoptera.

## Historia
Fue descrita científicamente por primera vez en el año 1969 por Heinrich.